# ジョセフ・ギャロウェイ
ジョセフ・ギャロウェイ（英: Joseph Galloway、1731年-1803年8月10日）は、アメリカ独立戦争の時のアメリカ人ロイヤリストであり、第一次大陸会議ではペンシルベニア植民地代表を務めた。

## 伝記
ギャロウェイは1731年にメリーランド植民地アンアルンデル郡ウェスト川近くで生まれ、1749年に父と共にペンシルベニア植民地に移転し、そこで教養を積んだ。法律を勉強して法廷弁護士として認められ、フィラデルフィアで法律実務を始めた。1757年から1775年まで植民地議会の議員を務め、1766年から1774年まではその議長を務めた。
ギャロウェイは1774年の第一次大陸会議代表となり、イギリスとの妥協を勧める団結案（いわゆるギャロウェイの団結案）を提案し、イギリス王室に臣従する植民地独自の議会を作ろうとした。イギリスへの輸出を止める合意である同盟規約には署名したが、13植民地の独立には反対し、国王への忠誠を続けた。歴史家のファーリングは、ギャロウェイの行動が一部は楽観主義で、また一部は誠実な哲学的原則で動機付けられていたと主張した。国際都市フィラデルフィアの住人であり、またベンジャミン・フランクリンと親交のあったギャロウェイはその生涯を通じてイギリスのアメリカに属する国粋主義者であり、世界中のどの国よりもイギリス帝国が市民に大きな自由を提供していると信じていた。ギャロウェイは帝国の構造改革こそ速やかに行われるべきと主張し、法による貿易規制や、1765年の印紙法、1767年に施行されたタウンゼンド諸法には批判的だった。実際、1765年には既にロンドンと植民地の間の論争を止めさせるために和解案を温めていた。基本的にイギリスは植民地に課税し統治する権利を持っており、平和を維持する責務を負い、かつ、植民地が末永く繁栄するのを支援すべきと考えていた。ただしイギリスは植民地の発言に耳を傾けるべきだとも信じていた。
1776年12月、ギャロウェイはイギリス軍北アメリカ総司令官であるウィリアム・ハウ将軍のところに合流し、そのフィラデルフィア占領時には同行した。イギリス軍がフィラデルフィアを占領している間は警察署長に指名され、市民政府を主導した。高度に効率的な官僚という評判があったが、繰り返し軍隊の内情に口出しする者でもあった。市内のロイヤリストを積極的に組織化したが、イギリス軍がフィラデルフィアを放棄すると決めたときに困惑した。イギリス軍が撤退すると、ギャロウェイも同行し、1778年にはロンドンに移った。アメリカに多く残っているロイヤリストは積極果敢な指導によってその支援を集められるということをイギリスに信じさせるときに影響力を発揮し、かくしてイギリスはアメリカの南部侵攻に取り掛かった。ペンシルベニア植民地会議はギャロウェイを反逆罪で告発し、その資産を没収した。
ギャロウェイは1803年8月29日にイングランドハートフォードシャー州ワトフォードで死んだ。
ニュージャージー州のギャロウェイ・タウンシップは、ギャロウェイに因んで名付けられた可能性があるが、他にも命名の元になった可能性のある説も存在する。